# Salvatore Caronia Roberti
Salvatore Caronia Roberti (Palermo, 24 gennaio 1887 – Palermo, 16 maggio 1970) è stato un architetto e ingegnere italiano.

## Biografia
Ingegnere e architetto, è tra le figure più significative nel panorama siciliano tra le due guerre. Laureatosi nel 1910 in Ingegneria civile presso la Regia Università degli Studi di Palermo, nel 1914 consegue il Diploma di Architettura presso il Regio Istituto di Belle Arti della stessa città. 
Nel 1915 inizia la sua carriera accademica, quale assistente di Ernesto Basile per diversi anni presso la cattedra di Architettura Tecnica presso l'Università di Palermo, della quale assumerà la titolarità nel 1937, dopo aver insegnato Complementi di Architettura Generale e di Elementi delle Fabbriche, sempre nella Scuola di Ingegneria della Regia Università degli Studi di Palermo. Dal 1941 al 1952 è professore ordinario di Architettura e Composizione architettonica presso la Facoltà di Architettura, dove ricoprirà la figura di preside dal 1952 al 1962.
Tra il 1910 e 1914 lavorò come progettista dell'Ufficio Tecnico dell'impresa Rutelli, nella progettazione di villini nella realizzazione della città-giardino balneare di Mondello. La sua prima attività progettuale risente dell'influenza di Basile (soprattutto in opere palermitane come le Officine Diotti, il Cinema Excelsior poi Vittoria, quindi Modernissimo, il villino Conigliaro, la casa da pigione Lo Verso, la cappella gentilizia Ruvolo, il palazzo Napolitano, le case I.A.C.P. e nella sede siracusana del Banco di Sicilia). In opere, quali il Cinema Teatro Excelsior di Palermo, del 1914, il lessico del suo maestro è però disatteso a favore di un riferimento alla corrente secessionista propria della cultura architettonica austro-tedesca. L'edificio del cinema, terminata l'attività nell'estate del 1973, sarà demolito tra la fine dello stesso anno ed i primi mesi dell'anno successivo.
Tra gli anni '20 e gli anni '30, fu tra i protagonisti dell'architettura razionalista a Palermo, buona parte della produzione architettonica di questi anni gli deriva dai rapporti con il fronte degli accademici italiani, i quali perseguivano il recupero delle tradizioni nazionali con particolare riferimento al filone classicista. Principale esponente di tale corrente accademica è l'architetto Marcello Piacentini, i cui rapporti con Caronia Roberti sono ampiamente testimoniati dai carteggi presenti nell'archivio di quest'ultimo. L'adesione a tale corrente è testimoniata dalla realizzazione del palazzo di Città ad Enna (1934), dei palazzi Pantaleo (1931) e del Banco di Sicilia (1934) e dal progetto per il palazzo di Giustizia (1938) di Palermo.
Progetta l'allestimento della Prima mostra nazionale agrumaria che si tiene a Villa Giulia (Palermo) nel 1933.
Lo scoppio della seconda guerra mondiale interrompe la sua attività professionale, che riprenderà, nel dopoguerra, con un linguaggio completamente rinnovato, testimonianza dell'adesione, da parte dell'architetto, al razionalismo, principale corrente architettonica che sarà alla base del processo di ricostruzione post-bellico.

La stazione marittima di Palermo

Tra le opere razionaliste di Salvatore Caronia Roberti sono da segnalare, a Palermo, la stazione marittima (1950), la facoltà di Ingegneria (1955), alcuni edifici realizzati nel quartiere Borgo Nuovo(1958) e nel quartiere CEP (1960).
Mentre, nell'ambito della progettazione di cinematografi, nel 1924, in via Cavour sarà inaugurato un secondo cinema progettato dall'ingegnere ed architetto Caronia Roberti, l'Excelsior Supercinema, ed una delle sue ultime opere sarà il cinema Astoria, il cui progetto gli è affidato dall'impresario Luigi Mangano. 
Anche il figlio Giuseppe (Palermo, 1915 - Roma, 1994), nell'ambito del suo lavoro di architetto progetterà cinematografi nel capoluogo siciliano: è suo il progetto originario del cinema Winter Garden, inaugurato nel 1946, mentre - sempre per conto della società diretta dal dottor Luigi Mangano - progetterà il cinema Fiamma, inaugurato nel 1953, nel complesso di Largo degli Abeti.

## Archivio
L'archivio di Salvatore Caronia Roberti, donato nel 1992 dalla famiglia è conservato presso l'Università degli studi di Palermo. Facoltà di architettura. Dipartimento di architettura,
Il fondo è oggi ordinato e si compone di quattro distinte sezioni: la sezione dei Disegni, la sezione Fotografica, la sezione dei Documenti (manoscritti e a stampa), la sezione dei Modelli.
La sezione dei Disegni raccoglie elaborati grafici tra disegni a colori e a carboncino, tavole di esercizi svolti presso la Scuola di Ingegneria e presso l'Accademia di Belle Arti sotto la guida di Ernesto Basile, di Giuseppe Damiani Almeyda e di Giovan Battista Santangelo, progetti di massima ed esecutivi relativi a 193 progetti.
La sezione Fotografica comprende 953 stampe raccolte in grandi album secondo l'ordine dato ad essi dallo stesso Caronia Roberti e documentano l'intera sua attività attraverso la rappresentazione delle diverse fasi realizzative delle opere progettate dall'architetto. 
La sezione dei Documenti raccoglie manoscritti e dattiloscritti relativi a testi destinati alla pubblicazione, relazioni e interventi concernenti l'attività didattica svolta presso la Facoltà di Architettura di Palermo, corrispondenza con diversi esponenti della cultura artistica e architettonica dell'epoca.
La sezione Modelli è composta da tre plastici di cappelle gentilizie.

## Opere principali

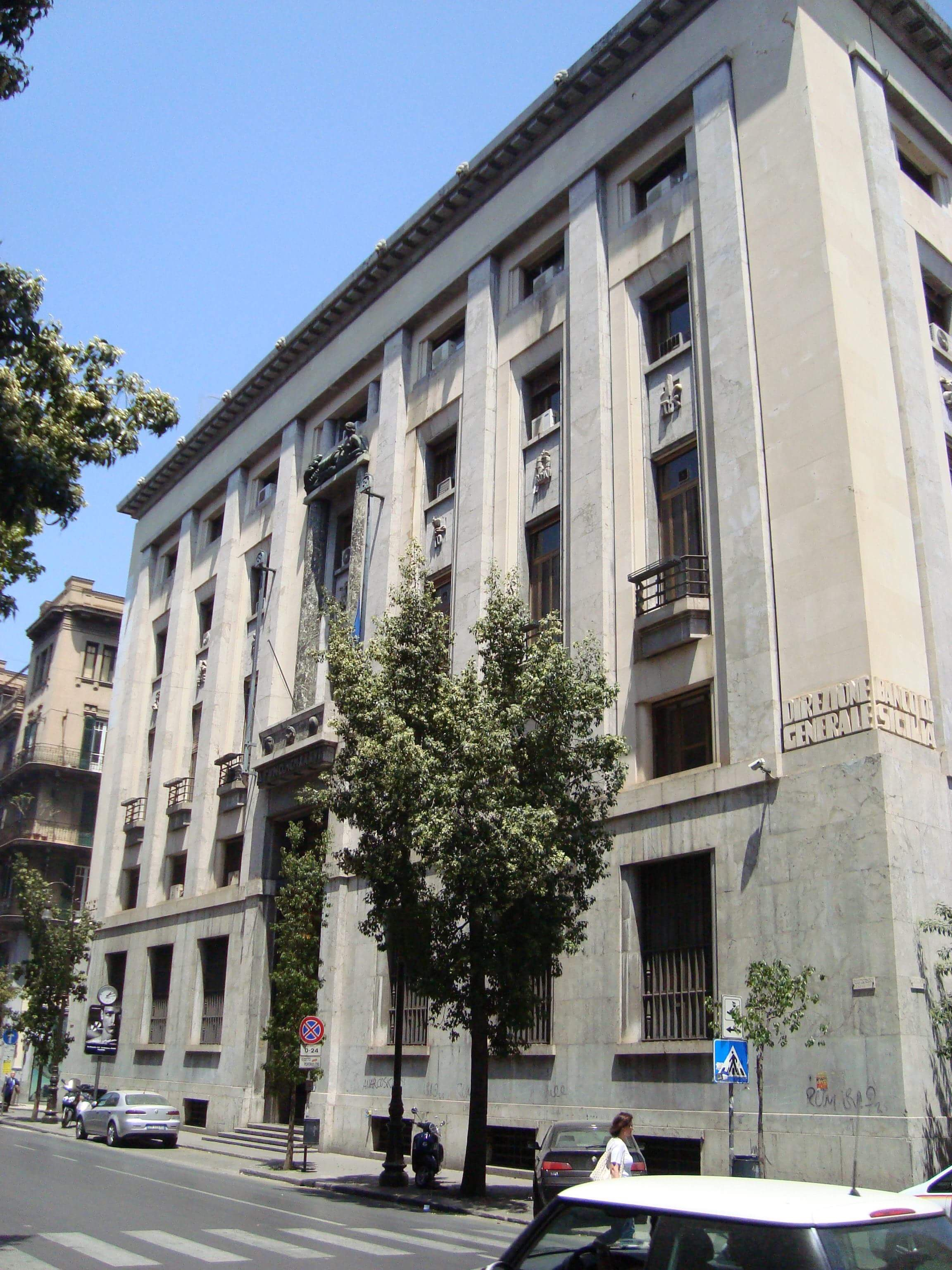
Sede del Banco di Sicilia (1938), Palermo

- Villino La Manna (oggi Torina), viale Regina Margherita 29
- Villino Sofia in viale Margherita di Savoia a Mondello (1912);
- Villino Conigliaro in piazza Leoni 60;
- Cinema Excelsior, via M. Stabile 162 (1914)
- Villino Pojero, viale Regina Elena 1 a Mondello (1915-16)
- Palazzo da pigione Lo Verso, piazza V. Emanuele Orlando (1916);
- Supercinema, via Cavour (1923), l'edificio è stato trasformato nel 2010 in diversi negozi;
- Palazzo Napolitano, via Roma (1921-23)
- Palazzo Pantaleo, angolo via R. Settimo/Piazza Politeama (1931-32)
- Lavori di trasformazione del Palazzo Galati (1926) in cui si accosta al Marvuglia;
- Sede del Banco di Sicilia[6], via Roma 185 (1932-38)
- Chiesa dello Spirito Santo (Palermo) (1935-1938)
- Casa Amoroso, via Cavour 106 (1937)
- Palazzo per la I.C.S. Mangano, viale Regina Margherita 9 (1944)
- Stazione marittima di Palermo (1950)
- Chiesa Parrocchiale S. Lucia Vergine e Martire al Borgo, Piazza della Pace - Via E. Albanese, Palermo.
- Alcune cappelle gentilizie nei cimiteri di Palermo

## I suoi scritti
- L'architetto Ernesto Basile, 1933 circa.
- Venanzio Marvuglia 1729-1814, prefazione di S. Di Marzo, Palermo 1934.
- Introduzione allo studio della Composizione Architettonica, Palermo 1949.
- La donna architetto, Milano 1964.
- Ricordi di un vecchio architetto (?).